# Rocca Malatestiana (Fossombrone)
Pour les articles homonymes, voir Rocca Malatestiana.
La Rocca Malatestiana ou Rocca di Fossombrone est une ancienne forteresse située dans la commune de Fossombrone, province de Pesaro et d'Urbino dans les Marches,.
Elle est située sur le point culminant de la colline de Sant'Aldebrando (à environ 250 m d'altitude, au nord de la ville, dans la zone connue sous le nom de Cittadella dominant la vallée du Metauro, depuis la barrière naturelle des gorges du Furlo presque jusqu'à Fano.

## Historique

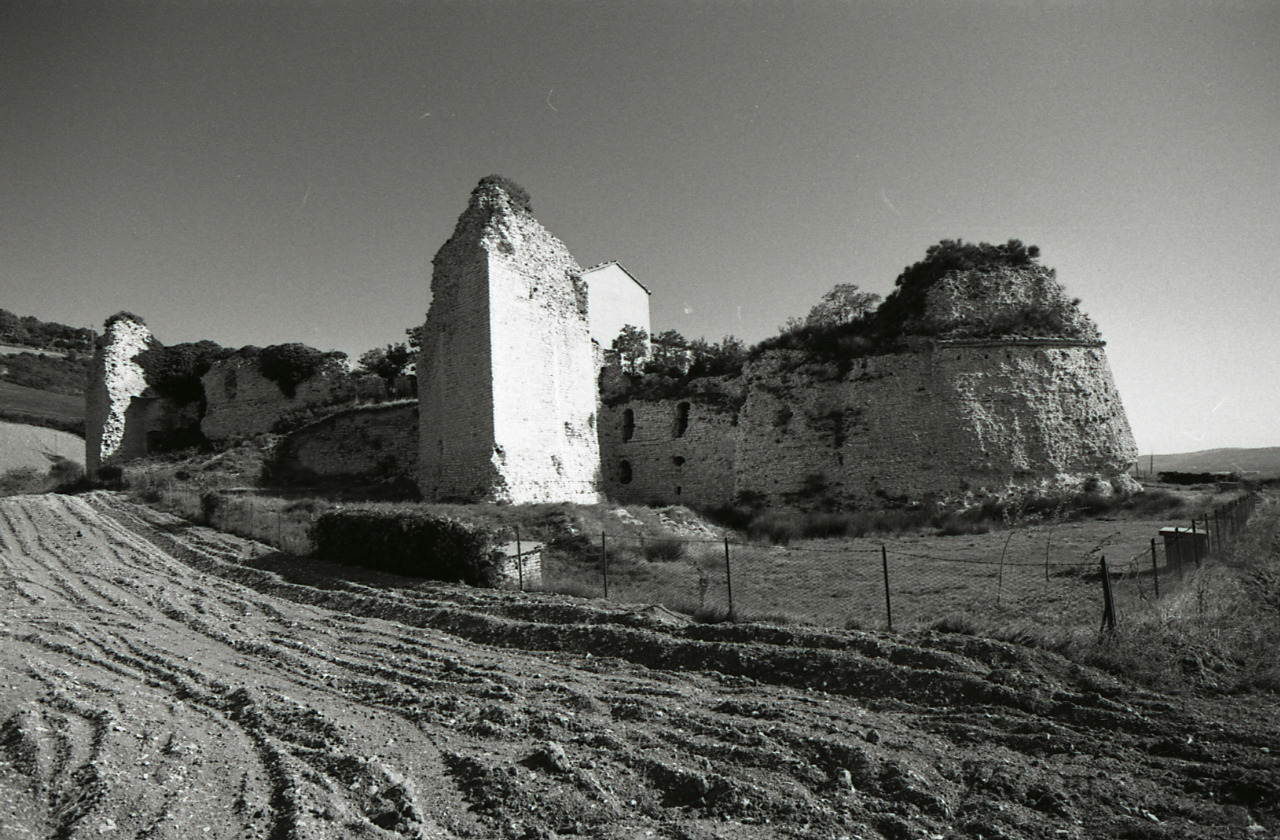
1981.

La colline de la Cittadella représente la partie la plus ancienne du Fossombrone moderne, le site sur lequel se réfugiaient les habitants de la ville romaine voisine (Forum Sempronii), au fond de la vallée, lors des invasions barbares. La forteresse fut construite sur le site vers le XIIIe siècle, à l'époque où la ville tombait sous domination ecclésiastique (évêques-comtes), adoptant probablement un plan quadrilatère simple avec des tours aux angles. 
À la suite du déplacement du siège papal à Avignon, le pouvoir ecclésiastique dans la région s'affaiblit et c'est à cette époque, au début du XIVe siècle, que la ville passa aux mains de la famille Malatesta, qui serait intervenue sur la forteresse en réalisant des extensions vers le fin du même siècle. Pendant la domination Malatesta, la forteresse augmenta son importance car, en plus des fonctions militaires, elle exerçait également des fonctions juridiques et représentatives.
Vers 1444, pendant la guerre entre Alessandro Sforza et Sigismondo Pandolfo Malatesta, Federico da Montefeltro convainc Galeazzo Malatesta, seigneur de Pesaro et Fossombrone, de lui vendre le fief. C'est ainsi que la ville passa sous la domination des ducs d'Urbino. Federico da Montefeltro intervint presque immédiatement sur la forteresse ; la construction des murs de l'escarpement et de la tour sud-ouest devrait remonter à cette époque,